# Chrysops fusciapex
Chrysops fusciapex är en tvåvingeart som beskrevs av Lutz 1909. Chrysops fusciapex ingår i släktet Chrysops och familjen bromsar. Inga underarter finns listade i Catalogue of Life.